# Toxotes lorentzi
Toxotes lorentzi är en fiskart som beskrevs av Weber, 1910. Toxotes lorentzi ingår i släktet Toxotes och familjen Toxotidae. IUCN kategoriserar arten globalt som livskraftig. Inga underarter finns listade i Catalogue of Life.